# 並木慶
並木 慶（なみき けい、Kei Namiki、1971年10月9日 ｰ） は、日本の演出家・テレビディレクター・テレビプロデューサー・ソングライター。

## 番組・作品

### 現在の担当テレビ番組
- やりすぎ都市伝説（テレビ東京）総合演出[1][2]
- ダウンタウンDX（読売テレビ／日本テレビ系）ディレクター
- 松本家の休日（朝日放送）演出[3]
- サンドのお風呂いただきます（NHK）プロデューサー

### これまでの担当テレビ番組・作品
- 国産洋画劇場（大阪チャンネル）企画・演出
- 渡辺直美の100%キレイ★オイシイ旅inニューヨーク（テレビ朝日）演出[4]
- 噂の現場直行ドキュメン ガンミ!!（テレビ東京）演出
- 鶴瓶&松本の怪人図鑑（TBS）演出[5]
- 口だけ芸能人を撲滅せよ!有言執行（フジテレビ）演出
- 感涙!よみがえりマイスター（NHK）演出
- 噂の現場直行ドキュメン ガンミ!!（TBS）演出
- ざっくりハイタッチ（テレビ東京）演出
- ざっくりハイボール（テレビ東京）演出
- KOZY'S NIGHT 負け犬勝ち犬（テレビ東京）演出
- 松本人志 大文化祭（NHK）演出[6]
- 芸能界!1万人のイメージVS身内の真実（読売テレビ／日本テレビ系）演出
- よくぞ行きましたTV（テレビ朝日）演出
- 知らなきゃ良かったニュース（関西テレビ）演出
- 100秒博士アカデミー（TBS）演出
- 天真爛漫☆セキララ子〜恋敗女子のための幸せ応援バラエティ〜（朝日放送）演出
- 地球のしゃべり方（TBS）演出
- モノ近（名古屋テレビ）演出
- 笑顔がごちそう ウチゴハン（テレビ朝日）演出
- 今年も生だよ芸人集合 笑いっぱなし伝説（テレビ東京）演出
- やりすぎコージー（テレビ東京）演出[7]
- やりにげコージー（テレビ東京）演出
- 業界技術狩人 ギョーテック（テレビ朝日）演出
- ぶちぬき（テレビ東京）演出
- 浜田警察24時（読売テレビ／日本テレビ系）演出
- ダウンタウン・セブン（毎日放送／TBS系）ディレクター
- ハナタカ天狗（TBS）ディレクター
- ダンシン！（テレビ東京）ディレクター
- わらいのじかん2（テレビ朝日）ディレクター
- スキヤキ!!ロンドンブーツ大作戦（テレビ東京）ディレクター
- HITOSI MATUMOTO VISUALBUM　演出補

## 楽曲
二葉 慶太郎（作詞・作曲）
- 「天使のかわりはいませんか」
- 「曇りのち…」
- 「福井さんちの三旨米」
- 「明日、キラキラ」
- 「抱いてフラ・フラ」
- 「カラフル 〜台湾百色旅情〜」
- 「恋のハナシをしましょうね」：作詞のみ
- 「万博ササニシキ2016」：作曲のみ